# Une politique étrangère de liberté
A Foreign Policy of Freedom (qui signifie « Une politique étrangère de liberté ») est un livre publié en 2007, rassemblant des déclarations sur la politique étrangère faites entre 1976 et 2006 par le représentant Ron Paul.

### Extraits

#### Extraits traduits en français
- Ron Paul, « A Foreign Policy of Freedom (Introduction) », sur Journal Ron Paul, 13 novembre 2013 (consulté le 13 novembre 2013)
- Ron Paul, « Avertissement sur la politique étrangère et la politique monétaire », 3 janvier 2013 (consulté le 3 janvier 2013)
- Ron Paul, « Bombarder l'Irak serait le résultat d'une mauvaise politique étrangère », sur Journal Ron Paul, 15 novembre 2013 (consulté le 15 novembre 2013)
- Ron Paul, « Plus tôt nous sortons de Bosnie, mieux c'est », sur Journal Ron Paul, 16 novembre 2013 (consulté le 16 novembre 2013)
- Ron Paul, « Le président n'a pas l'autorité pour faire la guerre sans l'approbation du Congrès », sur Journal Ron Paul, 18 novembre 2013 (consulté le 18 novembre 2013)

#### Extraits en anglais
- (en) Ron Paul, « The Path to Peace », sur LewRockwell.com, 6 février 2012 (consulté le 12 novembre 2013)
- (en) Llewellyn H. Rockwell Jr., « The Foreign Policy of Ron Paul », sur LewRockwell.com, 21 mai 2007 (consulté le 12 novembre 2013)